# Stazione di terra di Cebreros
La stazione di terra di Cebreros, abbreviata come DSA 2, da Deep Space Antenna 2, è una stazione di terra della rete ESTRACK Deep Space Network dell'Agenzia Spaziale Europea situata circa 10 km a est di Cebreros, in Spagna. È gestita dal Centro europeo per le operazioni spaziali e dall’Instituto Nacional de Técnica Aeroespacial e viene utilizzata per comunicare con le sonde spaziali.
Nella stazione è presente un'antenna parabolica dal diametro di 35 metri in grado di comunicare nelle bande X. e Ka. L'amplificatore HPA da 20kW CW è stato fornito dalla Rheinmetall Italia SpA con il contributo della italiana Microsis srl che ha curato il monitoraggio e controllo del sistema) e lo stesso è stato installato nelle stazioni ESA ESTRACK analoghe a Cebreros di  Malargue (Argentina) e New Norcia (Australia)  .

## Storia
Fino ai primi anni 2000 l'ESA non possedeva una rete di comunicazione con le sonde nello spazio profondo e doveva appoggiarsi al Deep Space Network della NASA. Aperta nel 2005, Cebreros è stata la seconda stazione dell’ESTRACK Deep Space Network dopo New Norcia e prima di Malargüe.
La stazione viene usata per comunicare con le sonde BepiColombo, Mars Express e Gaia, mentre in passato è stata usata anche per Rosetta, Herschel, Planck, LISA Pathfinder e Venus Express.